# Turkmenistansk manat
Turkmensk Manat (Tm - Türkmen manat) är den valuta som används i Turkmenistan i Asien. Valutakoden är TMT. 1 Manat = 100 tenge.

## Historia
Valutan infördes 1993 och ersatte den ryska rubeln. Vid bytet var omvandlingen 1 menat = 500 rubel.
2009 införde man en ny manat (valutakod TMT) som ersatte den gamla (valutakod TMM). 1 ny manat motsvarade 5 000 gamla manater.

## Användning
Valutan ges ut av Central Bank of Turkmenistan - CBT som grundades i november 1993 och har huvudkontoret i Ashgabat.

## Valörer
- Mynt: 500 och 1000 Manat
- Underenhet: används ej, tidigare tenge
- Sedlar: 1, 5, 10, 20, 50, 100, 500, 1000, 5000 och 10.000 TMM